# Psilaspilates ceres
Psilaspilates ceres är en fjärilsart som beskrevs av Butler 1882. Psilaspilates ceres ingår i släktet Psilaspilates och familjen mätare. Inga underarter finns listade.